# Кімберлі (Британська Колумбія)
Кімберлі (англ. Kimberley) — місто в Канаді, у провінції Британська Колумбія, у складі регіонального округу Іст-Кутеней.

## Населення
За даними перепису 2016 року, місто нараховувало 7425 осіб, показавши зростання на 11,6%, порівняно з 2011-м роком. Середня густина населення становила 122,5 осіб/км².
З офіційних мов обидвома одночасно володіли 465 жителів, тільки англійською — 6 895, а 10 — жодною з них. Усього 400 осіб вважали рідною мовою не одну з офіційних, з них 5 — одну з корінних мов, а 10 — українську.
Працездатне населення становило 62,1% усього населення, рівень безробіття — 9,1% (10,9% серед чоловіків та 6,6% серед жінок). 85,5% осіб були найманими працівниками, а 12,8% — самозайнятими.
Середній дохід на особу становив $44 051 (медіана $35 227), при цьому для чоловіків — $54 175, а для жінок $34 042 (медіани — $45 806 та $26 675 відповідно).
28,4% мешканців мали закінчену шкільну освіту, не мали закінченої шкільної освіти — 13,6%, 58% мали післяшкільну освіту, з яких 29,8% мали диплом бакалавра, або вищий, 15 осіб мали вчений ступінь.
| Статево-вікова структура населення | Статево-вікова структура населення | Статево-вікова структура населення | Статево-вікова структура населення | Статево-вікова структура населення |
| ---------------------------------- | ---------------------------------- | ---------------------------------- | ---------------------------------- | ---------------------------------- |
|                                    |                                    |                                    |                                    |                                    |
| Всього                             | Всього                             | 50,1%49,9%                         |                                    |                                    |
| 0 — 14 років                       | 0 — 14 років                       |                                    | 16%                                | 16%                                |
| 15 — 64 років                      | 15 — 64 років                      |                                    | 61,1%                              | 61,1%                              |
| 65 і більше                        | 65 і більше                        |                                    | 22,9%                              | 22,9%                              |
| 85 і більше                        | 85 і більше                        |                                    | 3,2%                               | 3,2%                               |
| 100 і більше                       | 100 і більше                       |                                    | 0,1%                               | 0,1%                               |
| Середній вік (років)               | Середній вік (років)               | 43,645,5                           | 44,6                               | 44,6                               |
| Медіана (років)                    | Медіана (років)                    | 45,047,2                           | 46,2                               | 46,2                               |
| — чоловіки — жінки                 |                                    |                                    |                                    |                                    |

| Походження мешканців:     | Походження мешканців:     | Походження мешканців: | Походження мешканців: | Походження мешканців: |
| ------------------------- | ------------------------- | --------------------- | --------------------- | --------------------- |
| Походження                |                           |                       | осіб                  | %                     |
| Корінні американці        | Корінні американці        |                       | 435                   | 6.01%                 |
| Інше північноамериканське | Інше північноамериканське |                       | 2 040                 | 28.18%                |
| Європейське               | Європейське               |                       | 6 230                 | 86.05%                |
| британське                | британське                |                       | 4 555                 | 62.91%                |
| французьке                | французьке                |                       | 855                   | 11.81%                |
| українське                | українське                |                       | 485                   | 6.7%                  |
| Латинськоамериканське     | Латинськоамериканське     |                       | 45                    | 0.62%                 |
| Африканське               | Африканське               |                       | 10                    | 0.14%                 |
| Азійське                  | Азійське                  |                       | 210                   | 2.9%                  |
| Океанійське               | Океанійське               |                       | 85                    | 1.17%                 |

| Зайнятість населення за галузями (за класифікацією NOC): | Зайнятість населення за галузями (за класифікацією NOC): | Зайнятість населення за галузями (за класифікацією NOC): | Зайнятість населення за галузями (за класифікацією NOC): | Зайнятість населення за галузями (за класифікацією NOC): |
| -------------------------------------------------------- | -------------------------------------------------------- | -------------------------------------------------------- | -------------------------------------------------------- | -------------------------------------------------------- |
|                                                          |                                                          |                                                          |                                                          |                                                          |
| Управління                                               | Управління                                               |                                                          | 8,7%                                                     | 8,7%                                                     |
| Бізнес, фінанси та адміністрування                       | Бізнес, фінанси та адміністрування                       |                                                          | 10,3%                                                    | 10,3%                                                    |
| Природничі та прикладні науки                            | Природничі та прикладні науки                            |                                                          | 5%                                                       | 5%                                                       |
| Охорона здоров'я                                         | Охорона здоров'я                                         |                                                          | 7,9%                                                     | 7,9%                                                     |
| Освіта, правозахист, муніципальні та урядові служби      | Освіта, правозахист, муніципальні та урядові служби      |                                                          | 12,2%                                                    | 12,2%                                                    |
| Мистецтво, культура, відпочинок та спорт                 | Мистецтво, культура, відпочинок та спорт                 |                                                          | 3,4%                                                     | 3,4%                                                     |
| Роздрібна торгівля та послуги                            | Роздрібна торгівля та послуги                            |                                                          | 23,3%                                                    | 23,3%                                                    |
| Гуртова торгівля, транспорт та обладнання                | Гуртова торгівля, транспорт та обладнання                |                                                          | 21,4%                                                    | 21,4%                                                    |
| Природні ресурси, сільське господарство                  | Природні ресурси, сільське господарство                  |                                                          | 4,2%                                                     | 4,2%                                                     |
| Виробництво                                              | Виробництво                                              |                                                          | 3,5%                                                     | 3,5%                                                     |

## Клімат
Середня річна температура становить 4,4°C, середня максимальна – 19,9°C, а середня мінімальна – -15,3°C. Середня річна кількість опадів – 540 мм.
| Клімат поселення                              | Клімат поселення | Клімат поселення | Клімат поселення | Клімат поселення | Клімат поселення | Клімат поселення | Клімат поселення | Клімат поселення | Клімат поселення | Клімат поселення | Клімат поселення | Клімат поселення | Клімат поселення |
| Показник                                      | Січ.             | Лют.             | Бер.             | Квіт.            | Трав.            | Черв.            | Лип.             | Серп.            | Вер.             | Жовт.            | Лист.            | Груд.            |                  |
| Середній максимум, °C                         | −1,28            | 2,34             | 6,96             | 11,30            | 15,92            | 19,76            | 19,70            | 19,88            | 14,80            | 9,20             | 2,35             | −2,86            |                  |
| Середня температура, °C                       | −8,28            | −4,68            | −0,07            | 4,26             | 8,88             | 12,74            | 15,80            | 15,99            | 10,89            | 5,30             | −1,57            | −6,76            |                  |
| Середній мінімум, °C                          | −15,32           | −11,71           | −7,1             | −2,76            | 1,86             | 5,70             | 11,91            | 12,10            | 7,00             | 1,40             | −5,46            | −10,66           |                  |
| Норма опадів, мм                              | 51               | 37               | 38               | 40               | 49               | 62               | 41               | 35               | 37               | 34               | 61               | 55               |                  |
| Середньомісячна швидкість вітру, м/с          | 2.63             | 2.52             | 2.84             | 2.92             | 2.79             | 2.72             | 2.59             | 2.47             | 2.41             | 2.56             | 2.69             | 2.46             |                  |
| Середньомісячна сонячна радіація, кДж/м²·день | 3850             | 7358             | 12084            | 16536            | 20272            | 21706            | 23572            | 20182            | 14266            | 8536             | 4135             | 3022             |                  |
| --------------------------------------------- | ---------------- | ---------------- | ---------------- | ---------------- | ---------------- | ---------------- | ---------------- | ---------------- | ---------------- | ---------------- | ---------------- | ---------------- | ---------------- |
| Джерело:                                      |                  |                  |                  |                  |                  |                  |                  |                  |                  |                  |                  |                  |                  |